# Benitandús
Benitandús és un poble valencià situat al terme municipal de l'Alcúdia de Veo, a la comarca de la Plana Baixa, i que en 2015 comptava amb una població de 18 habitants.

## Geografia
Benitandús se situa al marge dret del riu de Veo, que el separa de la carretera CV-223, al cor de la serra d'Espadà. Està ubicat a la vall que forma el riu entre les imponents altures d'unes formacions rocoses anomenades els Orgues o Òrguens, al nord, i de la Llosa, al sud.

## Història
L'origen de Benitandús es remunta a l'època musulmana, on sovint se l'esmenta junt amb Alfara, un poble abandonat del qual es desconeix la localització exacta. Després de la conquesta cristiana encapçalada per Jaume I i de la incorporació al Regne de València, el poble continuà habitat per sarraïns fins que, després de la revolta de l'Espadà de 1526 i la consegüent evangelització forçosa dels moriscos valencians, el rei Felip II de València en decretà l'expulsió l'any 1609. Fou aleshores quan el valencià Pere Escolano repoblà el lloc amb cristians.

## Llocs d'interés
- Església de la Mare de Déu dels Desemparats. Temple de planta rectangular construït en el segle xviii. L'altar major està presidit pel Crist crucificat i per un bust del Crist de Limpias.[7] A un costat està la imatge de la Mare de Déu dels Desemparats, la titular. Als laterals hi ha fornícules amb les imatges, d'entre altres, Jesús de Medinaceli, la Puríssima Concepció o santa Apol·lònia, copatrona del poble.
- Embassament de Benitandús. Se situa a l'est del poble, en direcció a Tales. Construït en la dècada del 1950 sobre la llera del riu Veo, la seua cua engolí un antic molí i arriba fins pràcticament el nucli.
- Els Òrguens.[3] Emplaçats al nord-est del poble, són unes imponents formacions rocoses que recorden la forma d'un orgue de tubs d'església, i d'ací li ve el nom. Al seu cim es conserven trinxeres i altres formacions defensives de la Guerra Civil espanyola.

## Demografia
El primer registre de població es remunta a l'any 1488, quan es comptaren 37 focs entre els de Benitandús i els d'Alfara. Esta xifra, que s'incrementà a 39 focs l'any 1490, no deixà de minvar des d'aleshores, ja que en 1510 es comptabilitzaren 31 cases i en 1563, 19 famílies. L'any 1609 hi havien 35 habitatges.

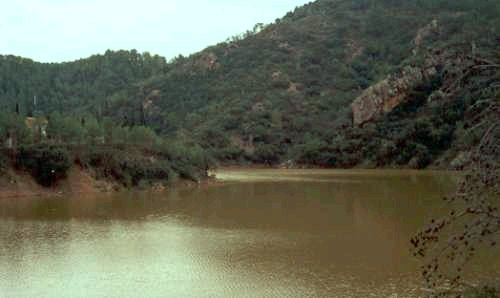
Embassament de Benitandús

Durant el segle xx Benitandús va patir l'èxode rural i, a l'entrada del segle XXI, estava pràcticament despoblat. Tot i això, en els darrers anys el nombre de veïns ha augmentat notablement.
| Població | 2 | 2 | 2 | 6 | 6 | 7 | 16 | 16 | 16 | 18 | 18 | 16 | 12 | 13 | 14 | 18 |